# Forcipomyia orbis
Forcipomyia orbis är en tvåvingeart som beskrevs av Debenham 1987. Forcipomyia orbis ingår i släktet Forcipomyia och familjen svidknott. Inga underarter finns listade i Catalogue of Life.